# Tuncingo
Tuncingo är en ort i Mexiko.   Den ligger i kommunen Acapulco de Juárez och delstaten Guerrero, i den södra delen av landet, 290 km söder om huvudstaden Mexico City. Tuncingo ligger 54 meter över havet och antalet invånare är 2 570.
Terrängen runt Tuncingo är kuperad åt nordväst, men åt sydost är den platt. Runt Tuncingo är det tätbefolkat, med 397 invånare per kvadratkilometer. Närmaste större samhälle är Acapulco, 10,8 km väster om Tuncingo. Omgivningarna runt Tuncingo är en mosaik av jordbruksmark och naturlig växtlighet.